# Rancho Yosondúa
Rancho Yosondúa är en ort i Mexiko.   Den ligger i kommunen Heroica Ciudad de Tlaxiaco och delstaten Oaxaca, i den sydöstra delen av landet, 290 km sydost om huvudstaden Mexico City. Rancho Yosondúa ligger 1 977 meter över havet och antalet invånare är 115.
Terrängen runt Rancho Yosondúa är huvudsakligen kuperad, men åt sydväst är den bergig. Rancho Yosondúa ligger nere i en dal. Runt Rancho Yosondúa är det ganska glesbefolkat, med 43 invånare per kvadratkilometer. Närmaste större samhälle är Heroica Ciudad de Tlaxiaco, 14,1 km nordost om Rancho Yosondúa. I omgivningarna runt Rancho Yosondúa växer huvudsakligen savannskog.